# Márkaszék
Márkaszék település Romániában, Szilágy megyében.

## Fekvése
Szilágysomlyótól nyugatra, a Berettyó mellett, Porc déli szomszédjában, Berettyószéplak és Ipp között fekvő település.

## Története
Márkaszék 2 faluból: Márka és Szék településekből alakult ki.
Márka nevét 1672-ig említették az oklevelek Amarca, Marchia néven, melynek jelentése jel, határjel, határ, megye.
Márkaszék pedig éppen a határon feküdt. E határ ügyében Márkaszék és Széplak Bihar megyei település közt 1758-ban nagy határper folyt.
1479-ig Borzási Tamás fiainak Benedeknek és Györgynek, valamint Ilona nevű leányának birtoka volt, azonban Ippi László gyermekei János és Apollónia elfoglalták. Ez ügyben vizsgálat is folyt.
1587-ben Márka és Szék falut Báthory Zsigmond fejedelemtől Ippi László kapta meg új adományként.
1598-ban Ippi László örökös nélkül maradt márkai és széki birtokát a rokon Bideskuti családnak adományozták, s a Bideskutiaké volt még 1666-ban is.
1673-ban kelt oklevél szerint Szénás család tagjai osztoztak meg rajta egyenlő arányban.
1795-ben kincstári birtok, melyet Cserei Farkas udvari tanácsos kapott meg.
Az 1806-ban végzett összeíráskor több családnak volt itt birtoka, így többekközött a Katona, Fogarasi, Bideskúti, Bölöni, Ladányi, Kolumbán, Szombatfalvi, Bihari, Lakatos, Veres, Árvai, Láposi, Péterfi, Décsei, Lengyel, Vér, Szabó, Csiszár, Gyarmati, Detreheni, Pap és még más családoknak is.
A 20. század elején Szilágy vármegye Szilágysomlyói járásához tartozott.
A második bécsi döntést követően, 1940. szeptember 15-én a budapesti gyalogezred Bedő Zsolt főhadnagy vezetésével Ippről távozó 32. karhatalmi százada 55 „vasgárdagyanús szökevényt” lőtt agyon.

## Népesség
Az 1910-es összeíráskor 1042 lakosa volt, ebből 35 magyar, 14 szlovák, 961 román, melyből 19 római katolikus, 983 görögkatolikus, 39 izraelita volt.

## Nevezetességek
- Ortodox templom
- Baptista imaház
- Az ortodox parókián berendezett néprajzi gyűjtemény
- Dák romok